# Liste der Bodendenkmäler in Waffenbrunn
Auf dieser Seite sind die Bodendenkmäler in der Oberpfälzer Gemeinde Waffenbrunn zusammengestellt. Diese Tabelle ist eine Teilliste der Liste der Bodendenkmäler in Bayern. Grundlage ist die Bayerische Denkmalliste, die auf Basis des Bayerischen Denkmalschutzgesetzes vom 1. Oktober 1973 erstmals erstellt wurde und seither durch das Bayerische Landesamt für Denkmalpflege geführt wird. Die folgenden Angaben ersetzen nicht die rechtsverbindliche Auskunft der Denkmalschutzbehörde.

## Bodendenkmäler der Gemeinde Waffenbrunn

### Bodendenkmäler in der Gemarkung Kolmberg
| Lage                | Objekt                                                                            | Akten-Nr.     | Bild |
| ------------------- | --------------------------------------------------------------------------------- | ------------- | ---- |
| Kolmberg (Standort) | Burgstall Kolmberg Mittelalterlicher Burgstall.                                   | D-3-6742-0020 |      |
| Kolmberg (Standort) | Archäologische Befunde des abgegangenen frühneuzeitlichen Schlosses von Kolmberg. | D-3-6742-0081 |      |

### Bodendenkmäler in der Gemarkung Obernried
| Lage                 | Objekt | Akten-Nr.     | Bild |
| -------------------- | --- | ------------- | ---- |
| Obernried (Standort) | Archäologische Befunde der frühen Neuzeit im Bereich der Katholischen Nebenkirche St. Peter und Paul (Obernried), darunter die Spuren von Vorgängerbauten bzw. älterer Bauphasen. | D-3-6642-0064 |      |
| Obernried (Standort) | Burgstall Darstein, Mittelalterlicher Burgstall Darstein mit der Katholischen Kirche St. Johann Baptist, ehemals Burgkapelle.                                                     | D-3-6741-0016 |      |
| Obernried (Standort) | Frühneuzeitliche Wüstung Himmelmühle. | D-3-6741-0140 |      |

### Bodendenkmäler in der Gemarkung Waffenbrunn
| Lage                   | Objekt | Akten-Nr.     | Bild |
| ---------------------- | --- | ------------- | ---- |
| Waffenbrunn (Standort) | Burgstall Ödschloss, Mittelalterlicher Burgstall. | D-3-6741-0069 |      |
| Waffenbrunn (Standort) | Archäologische Befunde des Mittelalters und der frühen Neuzeit im Bereich des Schlosses von Waffenbrunn, darunter die Spuren von Vorgängerbauten bzw. älterer Bauphasen. | D-3-6741-0143 |      |
| Waffenbrunn (Standort) | Mittelalterlicher Erdstall. | D-3-6742-0041 |      |